# Laura Hodges
Laura Ann Summerton (Adelaida, 13 de diciembre de 1983) es una jugadora de baloncesto australiana. Ha conseguido 6 medallas en competiciones internacionales con Australia, entre Mundiales y Juegos Olímpicos